# Volleyball World Beach Pro Tour 2022 der Frauen
Die Volleyball World Beach Pro Tour 2022 der Frauen bestand aus 40 Beachvolleyball-Turnieren. Neun Turniere gehörten in die Kategorie „Elite16“, zehn Turniere in die Kategorie „Challenge“ und 21 Turniere in die Kategorie „Futures“. Hinzu kamen noch die Weltmeisterschaft in Rom und „The Finals“ in Doha.

## Turniere

### Übersicht
Die folgende Tabelle zeigt alle Frauen-Turniere der Volleyball World Beach Pro Tour 2022.
| Austragungsort | Land                         | Kategorie         | Datum                             |
| -------------- | ---------------------------- | ----------------- | --------------------------------- |
| Tlaxcala       | Mexiko                       | Challenge         | 16. bis 20. März 2022             |
| Rosarito       | Mexiko                       | Elite16           | 23. bis 27. März 2022             |
| Coolangatta    | Australien                   | Future            | 30. März bis 3. April 2022        |
| Itapema        | Brasilien                    | Challenge         | 14. bis 17. April 2022            |
| Songkhla       | Thailand                     | Future            | 14. bis 17. April 2022            |
| Doha           | Katar                        | Challenge         | 5. bis 8. Mai 2022                |
| Madrid         | Spanien                      | Future            | 19. bis 22. Mai 2022              |
| Kuşadası       | Türkei                       | Challenge         | 19. bis 22. Mai 2022              |
| Ostrava        | Tschechien                   | Elite16           | 25. bis 29. Mai 2022              |
| Cervia         | Italien                      | Future            | 26. bis 29. Mai 2022              |
| Jūrmala        | Lettland                     | Elite16           | 1. bis 5. Juni 2022               |
| Klaipėda       | Litauen                      | Future            | 2. bis 5. Juni 2022               |
| Rom            | Italien                      | Weltmeisterschaft | 10. bis 19. Juni 2022             |
| Balikesir      | Türkei                       | Future            | 16. bis 19. Juni 2022             |
| Białystok      | Polen                        | Future            | 23. bis 26. Juni 2022             |
| Ios            | Griechenland                 | Future            | 29. Juni bis 2. Juli 2022         |
| Giardini-Naxos | Italien                      | Future            | 30. Juni bis 3. Juli 2022         |
| Gstaad         | Schweiz                      | Elite16           | 6. bis 10. Juli 2022              |
| Lecce          | Italien                      | Future            | 7. bis 10. Juli 2022              |
| Espinho        | Portugal                     | Challenge         | 14. bis 17. Juli 2022             |
| Daegu          | Südkorea                     | Future            | 14. bis 17. Juli 2022             |
| Cirò Marina    | Italien                      | Future            | 14. bis 17. Juli 2022             |
| Agadir         | Marokko                      | Challenge         | 21. bis 24. Juli 2022             |
| Warschau       | Polen                        | Future            | 21. bis 24. Juli 2022             |
| Leuven         | Belgien                      | Future            | 21. bis 24. Juli 2022             |
| Ljubljana      | Slowenien                    | Future            | 28. bis 31. Juli 2022             |
| Mysłowice      | Polen                        | Future            | 28. bis 31. Juli 2022             |
| Hamburg        | Deutschland                  | Elite16           | 10. bis 14. August 2022           |
| Budapest       | Ungarn                       | Future            | 11. bis 14. August 2022           |
| Cortegaça      | Portugal                     | Future            | 11. bis 14. August 2022           |
| Baden          | Österreich                   | Future            | 25. bis 28. August 2022           |
| Paris          | Frankreich                   | Elite16           | 28. September bis 2. Oktober 2022 |
| Malediven      | Malediven                    | Challenge         | 13. bis 16. Oktober 2022          |
| Dubai          | Vereinigte Arabische Emirate | Challenge         | 22. bis 25. Oktober 2022          |
| Dubai          | Vereinigte Arabische Emirate | Challenge         | 27. bis 30. Oktober 2022          |
| Kapstadt       | Südafrika                    | Elite16           | 2. bis 6. November 2022           |
| Uberlândia     | Brasilien                    | Elite16           | 9. bis 13. November 2022          |
| Torquay        | Australien                   | Challenge         | 23. bis 27. November 2022         |
| Torquay        | Australien                   | Elite16           | 29. November bis 3. Dezember 2022 |
| Subic-Bucht    | Philippinen                  | Future            | 9. bis 11. Dezember 2022          |
| Den Haag       | Niederlande                  | Future            | 28. bis 31. Dezember 2022         |
| Doha           | Katar                        | The Finals        | 26. bis 29. Januar 2023           |

### Tlaxcala
Challenge, 16. bis 20. März 2022
| Platz | Team                                    |
| ----- | --------------------------------------- |
| 1     | Bárbara Seixas / Carol Solberg          |
| 2     | Raïsa Schoon / Katja Stam               |
| 3     | Elize Maia / Thamela Coradello          |
| 4     | Taiana Lima / Hegeile Almeida           |
| 5     | Andressa Cavalcanti / Vitória Rodrigues |
| 5     | María Belén Carro / Ángela Lobato       |
| 5     | Esmée Böbner / Zoé Vergé-Dépré          |
| 5     | Emily Day / April Ross                  |

### Rosarito
Elite16, 23. bis 27. März 2022
| Platz | Team                                  |
| ----- | ------------------------------------- |
| 1     | Raïsa Schoon / Katja Stam             |
| 2     | Tīna Graudiņa / Anastasija Kravčenoka |
| 3     | Talita Antunes / Rebecca Cavalcanti   |
| 4     | Betsi Flint / Kelly Cheng             |
| 5     | Duda Lisboa / Ana Patrícia Ramos      |
| 5     | Melissa Humana-Paredes / Sarah Pavan  |
| 5     | Emily Day / April Ross                |
| 5     | Sara Hughes / Kelley Kolinske         |

### Itapema
Challenge, 14. bis 17. April 2022
| Platz | Team                                    |
| ----- | --------------------------------------- |
| 1     | Sara Hughes / Kelley Kolinske           |
| 2     | Raïsa Schoon / Katja Stam               |
| 3     | Andressa Cavalcanti / Vitória Rodrigues |
| 4     | Karla Borger / Julia Sude               |
| 5     | Bárbara Seixas / Carol Solberg          |
| 5     | Taiana Lima / Hegeile Almeida           |
| 5     | Sophie Bukovec / Brandie Wilkerson      |
| 5     | Sandra Ittlinger / Isabel Schneider     |

### Doha
Challenge, 5. bis 8. Mai 2022
| Platz | Team                                       |
| ----- | ------------------------------------------ |
| 1     | Bárbara Seixas / Carol Solberg             |
| 2     | Chantal Laboureur / Sarah Schulz           |
| 3     | Nina Brunner / Tanja Hüberli               |
| 4     | Mariafe Artacho del Solar / Taliqua Clancy |
| 5     | Megan McNamara / Nicole McNamara           |
| 5     | Cinja Tillmann / Svenja Müller             |
| 5     | Raïsa Schoon / Katja Stam                  |
| 5     | Joana Heidrich / Anouk Vergé-Dépré         |

### Kuşadası
Challenge, 19. bis 22. Mai 2022
| Platz | Team                                       |
| ----- | ------------------------------------------ |
| 1     | Taryn Kloth / Kristen Nuss                 |
| 2     | Mariafe Artacho del Solar / Taliqua Clancy |
| 3     | Terese Cannon / Sarah Sponcil              |
| 4     | Sandra Ittlinger / Isabel Schneider        |
| 5     | Barbora Hermannová / Marie-Sára Štochlová  |
| 5     | Karla Borger / Julia Sude                  |
| 5     | Cinja Tillmann / Svenja Müller             |
| 5     | Emily Stockman / Megan Kraft               |

### Ostrava
Elite16, 25. bis 29. Mai 2022
| Platz | Team                                       |
| ----- | ------------------------------------------ |
| 1     | Cinja Tillmann / Svenja Müller             |
| 2     | Talita Antunes / Rebecca Cavalcanti        |
| 3     | Nina Brunner / Tanja Hüberli               |
| 4     | Joana Heidrich / Anouk Vergé-Dépré         |
| 5     | Mariafe Artacho del Solar / Taliqua Clancy |
| 5     | Bárbara Seixas / Carol Solberg             |
| 5     | Tīna Graudiņa / Anastasija Kravčenoka      |
| 5     | Raïsa Schoon / Katja Stam                  |

### Jūrmala
Elite16, 1. bis 5. Juni 2022
| Platz | Team                                 |
| ----- | ------------------------------------ |
| 1     | Melissa Humana-Paredes / Sarah Pavan |
| 2     | Bárbara Seixas / Carol Solberg       |
| 3     | Duda Lisboa / Ana Patrícia Ramos     |
| 4     | Sara Hughes / Kelley Kolinske        |
| 5     | Talita Antunes / Rebecca Cavalcanti  |
| 5     | Raïsa Schoon / Katja Stam            |
| 5     | Joana Heidrich / Anouk Vergé-Dépré   |
| 5     | Taryn Kloth / Kristen Nuss           |

### Rom
Weltmeisterschaft, 10. bis 19. Juni 2022
| Platz | Team                                       |
| ----- | ------------------------------------------ |
| 1     | Duda Lisboa / Ana Patrícia Ramos           |
| 2     | Sophie Bukovec / Brandie Wilkerson         |
| 3     | Cinja Tillmann / Svenja Müller             |
| 4     | Joana Heidrich / Anouk Vergé-Dépré         |
| 5     | Mariafe Artacho del Solar / Taliqua Clancy |
| 5     | Melissa Humana-Paredes / Sarah Pavan       |
| 5     | Marta Menegatti / Valentina Gottardi       |
| 5     | Sara Hughes / Kelley Kolinske              |

### Gstaad
Elite16, 6. bis 10. Juli 2022
| Platz | Team                                       |
| ----- | ------------------------------------------ |
| 1     | Duda Lisboa / Ana Patrícia Ramos           |
| 2     | Bárbara Seixas / Carol Solberg             |
| 3     | Mariafe Artacho del Solar / Taliqua Clancy |
| 4     | Tīna Graudiņa / Anastasija Kravčenoka      |
| 5     | Karla Borger / Julia Sude                  |
| 5     | Sophie Bukovec / Brandie Wilkerson         |
| 5     | Melissa Humana-Paredes / Sarah Pavan       |
| 5     | Taryn Kloth / Kristen Nuss                 |

### Espinho
Challenge, 14. bis 17. Juli 2022
| Platz | Team                                       |
| ----- | ------------------------------------------ |
| 1     | Mariafe Artacho del Solar / Taliqua Clancy |
| 2     | Corinne Quiggle / Sarah Schermerhorn       |
| 3     | Andressa Cavalcanti / Vitória Rodrigues    |
| 4     | Sofía González / Paula Soria               |
| 5     | Taiana Lima / Hegeile Almeida              |
| 5     | Lézana Placette / Alexia Richard           |
| 5     | Emily Day / Savannah Simo                  |
| 5     | Sandra Ittlinger / Isabel Schneider        |

### Agadir
Challenge, 21. bis 24. Juli 2022
| Platz | Team                                      |
| ----- | ----------------------------------------- |
| 1     | Mexime van Driel / Emma Piersma           |
| 2     | Barbora Hermannová / Marie-Sára Štochlová |
| 3     | Marta Menegatti / Valentina Gottardi      |
| 4     | Megan McNamara / Nicole McNamara          |
| 5     | Ana Gallay / Fernanda Pereyra             |
| 5     | María Belén Carro / Ángela Lobato         |
| 5     | Sandra Ittlinger / Isabel Schneider       |
| 5     | Esmée Böbner / Zoé Vergé-Dépré            |

### Hamburg
Elite16, 10. bis 14. August 2022
| Platz | Team                                |
| ----- | ----------------------------------- |
| 1     | Betsi Flint / Kelly Cheng           |
| 2     | Nina Brunner / Tanja Hüberli        |
| 3     | Karla Borger / Julia Sude           |
| 4     | Bárbara Seixas / Carol Solberg      |
| 5     | Sophie Bukovec / Brandie Wilkerson  |
| 5     | Daniela Álvarez / Tania Moreno      |
| 5     | Sandra Ittlinger / Isabel Schneider |
| 5     | Raïsa Schoon / Katja Stam           |

### Paris
Elite16, 28. September bis 2. Oktober 2022
| Platz | Team                                 |
| ----- | ------------------------------------ |
| 1     | Raïsa Schoon / Katja Stam            |
| 2     | Tīna Graudiņa / Anastasija Samoilova |
| 3     | Duda Lisboa / Ana Patrícia Ramos     |
| 4     | Betsi Flint / Kelly Cheng            |
| 5     | Bárbara Seixas / Carol Solberg       |
| 5     | Esmée Böbner / Zoé Vergé-Dépré       |
| 5     | Nina Brunner / Tanja Hüberli         |
| 5     | Taryn Kloth / Kristen Nuss           |

### Malediven
Challenge, 13. bis 16. Oktober 2022
| Platz | Team                                                              |
| ----- | ----------------------------------------------------------------- |
| 1     | Taru Lahti / Niina Ahtiainen                                      |
| 2     | Katharina Schützenhöfer / Lena Plesiutschnig                      |
| 3     | Anniina Parkkinen / Sara Sinisalo                                 |
| 4     | Emily Stockman / Megan Kraft                                      |
| 5     | Akiko Hasegawa / Yurika Sakaguchi                                 |
| 5     | Jagoda Gruszczyńska / Aleksandra Wachowicz                        |
| 5     | Worapeerachayakorn Kongphopsarutawadee / Taravadee Naraphornrapat |
| 5     | Corinne Quiggle / Sarah Schermerhorn                              |

Mit einem neunten Platz an der Seite von Sarah Schulz beendete die deutsche Beachvolleyballerin Chantal Laboureur auf den Malediven ihre Karriere.

### Dubai 1
Challenge, 22. bis 25. Oktober 2022
| Platz | Team                                                              |
| ----- | ----------------------------------------------------------------- |
| 1     | Barbora Hermannová / Marie-Sára Štochlová                         |
| 2     | Xia Xinyi / Lin Meimei                                            |
| 3     | Katie Horton / Julia Scoles                                       |
| 4     | Worapeerachayakorn Kongphopsarutawadee / Taravadee Naraphornrapat |
| 5     | Isabel Schneider / Julia Sude                                     |
| 5     | Miki Ishii / Sayaka Mizoe                                         |
| 5     | Xolani Hodel / Hailey Harward                                     |
| 5     | Savannah Simo / Jessica Gaffney                                   |

### Dubai 2
Challenge, 27. bis 30. Oktober 2022
| Platz | Team                                                              |
| ----- | ----------------------------------------------------------------- |
| 1     | Isabel Schneider / Julia Sude                                     |
| 2     | Madelyne Anderson / Molly Turner                                  |
| 3     | Worapeerachayakorn Kongphopsarutawadee / Taravadee Naraphornrapat |
| 4     | Katie Horton / Julia Scoles                                       |
| 5     | Wang Xinxin / Zeng Jinjin                                         |
| 5     | Anna-Lena Grüne / Sarah Schulz                                    |
| 5     | Leonie Körtzinger / Lea Sophie Kunst                              |
| 5     | Sunniva Helland-Hansen / Emilie Olimstad                          |

### Kapstadt
Elite16, 2. bis 6. November 2022
| Platz | Team                               |
| ----- | ---------------------------------- |
| 1     | Talita Antunes / Thamela Coradello |
| 2     | Terese Cannon / Sarah Sponcil      |
| 3     | Duda Lisboa / Ana Patrícia Ramos   |
| 4     | Lézana Placette / Alexia Richard   |
| 5     | Miki Ishii / Sayaka Mizoe          |
| 5     | Tjaša Kotnik / Tajda Lovšin        |
| 5     | Taryn Kloth / Kristen Nuss         |
| 5     | Emily Stockman / Megan Kraft       |

Nach ihrer zweiten Babypause landete Laura Ludwig bei ihrem Comeback in Kapstadt an der Seite von Louisa Lippmann auf Platz neun.

### Uberlândia
Elite16, 9. bis 13. November 2022
| Platz | Team                                    |
| ----- | --------------------------------------- |
| 1     | Duda Lisboa / Ana Patrícia Ramos        |
| 2     | Andressa Cavalcanti / Vitória Rodrigues |
| 3     | Bárbara Seixas / Carol Solberg          |
| 4     | Taiana Lima / Hegeile Almeida           |
| 5     | Maria Antonelli / Fernanda Alves        |
| 5     | Taru Lahti / Niina Ahtiainen            |
| 5     | Miki Ishii / Sayaka Mizoe               |
| 5     | Terese Cannon / Sarah Sponcil           |

### Torquay 1
Challenge, 23. bis 27. November 2022
| Platz | Team                               |
| ----- | ---------------------------------- |
| 1     | Sara Hughes / Kelly Cheng          |
| 2     | Yuan Lvwen / Dong Jie              |
| 3     | Xia Xinyi / Lin Meimei             |
| 4     | Emily Stockman / Megan Kraft       |
| 5     | Jasmine Fleming / Georgia Johnson  |
| 5     | Wang Xinxin / Zeng Jinjin          |
| 5     | Wang Fan / Zhu Lingdi              |
| 5     | Helena Havelková / Markéta Sluková |

### Torquay 2
Elite16, 29. November bis 3. Dezember 2022
| Platz | Team                                                              |
| ----- | ----------------------------------------------------------------- |
| 1     | Sara Hughes / Kelly Cheng                                         |
| 2     | Betsi Flint / Julia Scoles                                        |
| 3     | Mariafe Artacho del Solar / Taliqua Clancy                        |
| 4     | Taryn Kloth / Kristen Nuss                                        |
| 5     | Xia Xinyi / Lin Meimei                                            |
| 5     | Jagoda Gruszczyńska / Aleksandra Wachowicz                        |
| 5     | Tjaša Kotnik / Tajda Lovšin                                       |
| 5     | Worapeerachayakorn Kongphopsarutawadee / Taravadee Naraphornrapat |

### Doha
The Finals, 26. bis 29. Januar 2023
| Platz | Team                                       |
| ----- | ------------------------------------------ |
| 1     | Sara Hughes / Kelly Cheng                  |
| 2     | Duda Lisboa / Ana Patrícia Ramos           |
| 3     | Raïsa Schoon / Katja Stam                  |
| 4     | Mariafe Artacho del Solar / Taliqua Clancy |
| 5     | Nina Brunner / Tanja Hüberli               |
| 5     | Taryn Kloth / Kristen Nuss                 |
| 7     | Bárbara Seixas / Carol Solberg             |
| 7     | Tīna Graudiņa / Anastasija Samoilova       |
| 9     | Sarah Pavan / Sophie Bukovec               |
| 9     | Cinja Tillmann / Svenja Müller             |

## Auszeichnungen des Jahres 2022
Team Ranking basierend auf den acht besten Resultaten
| FIVB Sieger Team Ranking | Duda Lisboa / Ana Patrícia Ramos |